# Гіполіти
Гіполі́ти — фотосинтезуючі організми, які живуть під камінням і мінеральними породами в екстремальних кліматичних умовах пустель, в тому числі арктичних, наприклад острів Корнуолліс і Острів Девон. Спільнота гіполітів називають — гіполітон.
Існуючи під камінням, гіполіти захищені від впливу ультрафіолетової радіації і вітрів. Більшість відомих на 2004 рік гіполітов були виявлені під кварцовими утвореннями, які є одними з найпрозоріших мінералів .
Однак, на острові Корнуолліс і острові Девон, 94-95% з 850 випадково вибраних зразків непрозорих доломітових порід були колонізовані гіполітами.